# Дантан, Антуан Лоран
Антуа́н Лора́н Данта́н, в литературе называемый Старший (фр. Antoine Laurent Dantan, Dantan l’Aîné; 8 декабря 1798, Сен-Клу — 25 мая 1878, там же) — французский скульптор, старший брат скульптора-карикатуриста Жан-Пьера Дантана.

## Биография
Ученик своего отца. Получив в 1828 году от Парижской академии художеств большую премию за статую «Умирающий Геркулес», в течение нескольких лет совершенствовался в Риме и по возвращении оттуда в Париж составил себе почётную известность многочисленными статуями и портретными бюстами.
Его сын — художник Эдуар Жозеф Дантан (1848—1897).

## Творчество
Главные его произведения:
- мраморная статуя «Молодой купальщик» (1833);
- «Пьяный Силен» — мраморный барельеф, задуманный и исполненный совершенно в античном духе (1835);
- бронзовая статуя адмирала Авраама Дюкена для его памятника в Дьепе (1844)
- статуя поэта Франсуа де Малерба для города Кана (1847).

Статуями его работы украшены церковь св. Гервасия (Сен-Жерве), Базилика святой Клотильды, церковь святого Лаврентия, церковь Сен-Жермен-л'Осеруа, башня св. Иакова, Лувр и многие другие парижские здания.

## Галерея

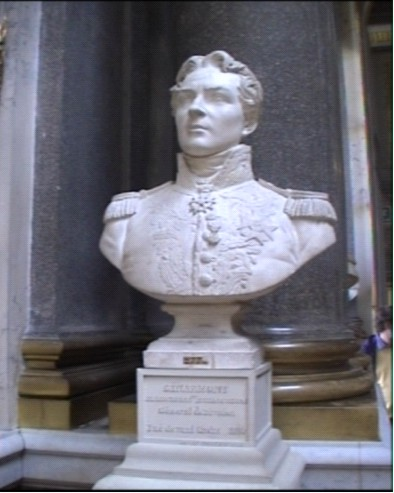
Бюст генерала Сенармона, Версаль
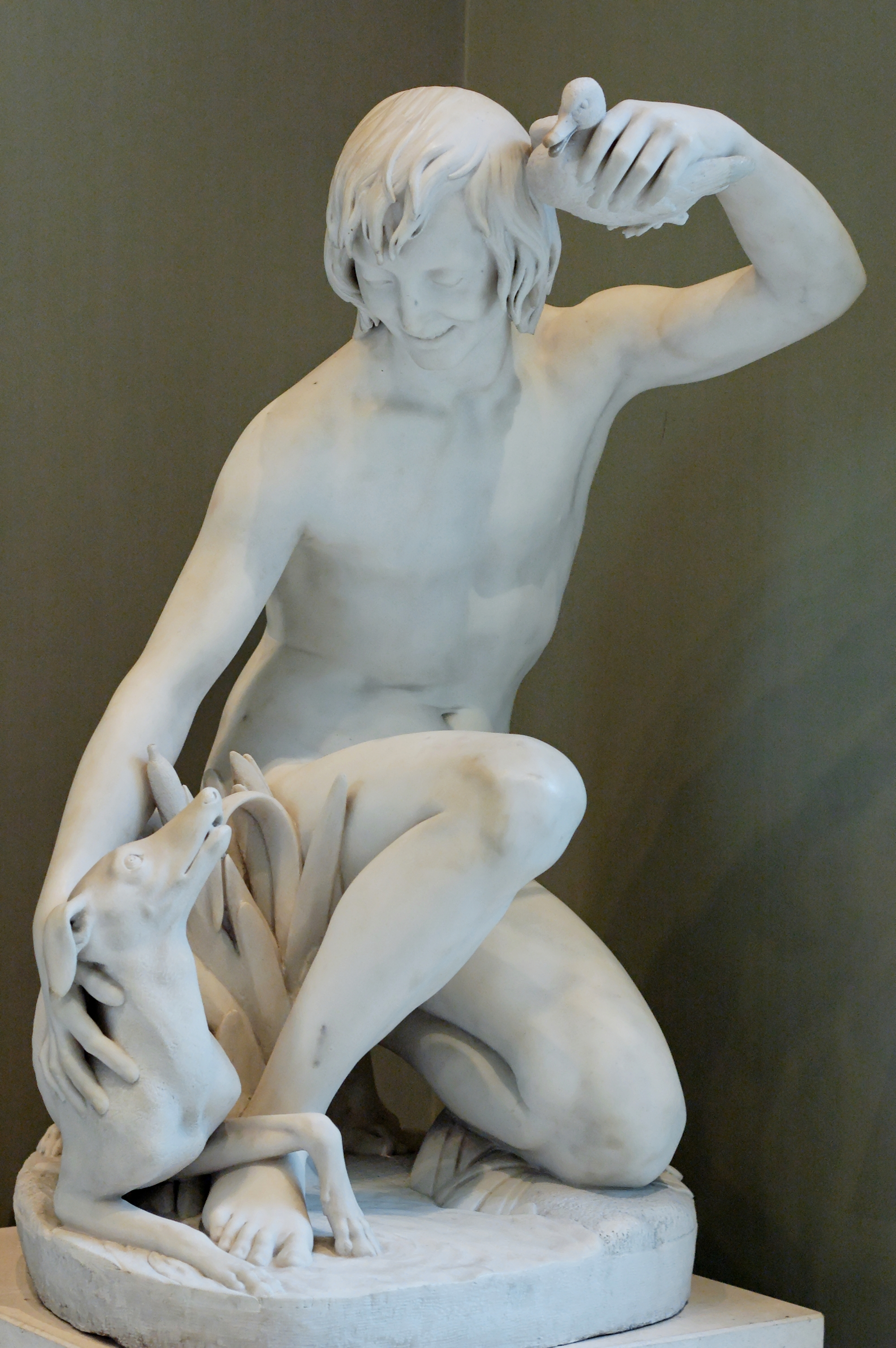
Купальщик, играющий с  собакой. Лувр
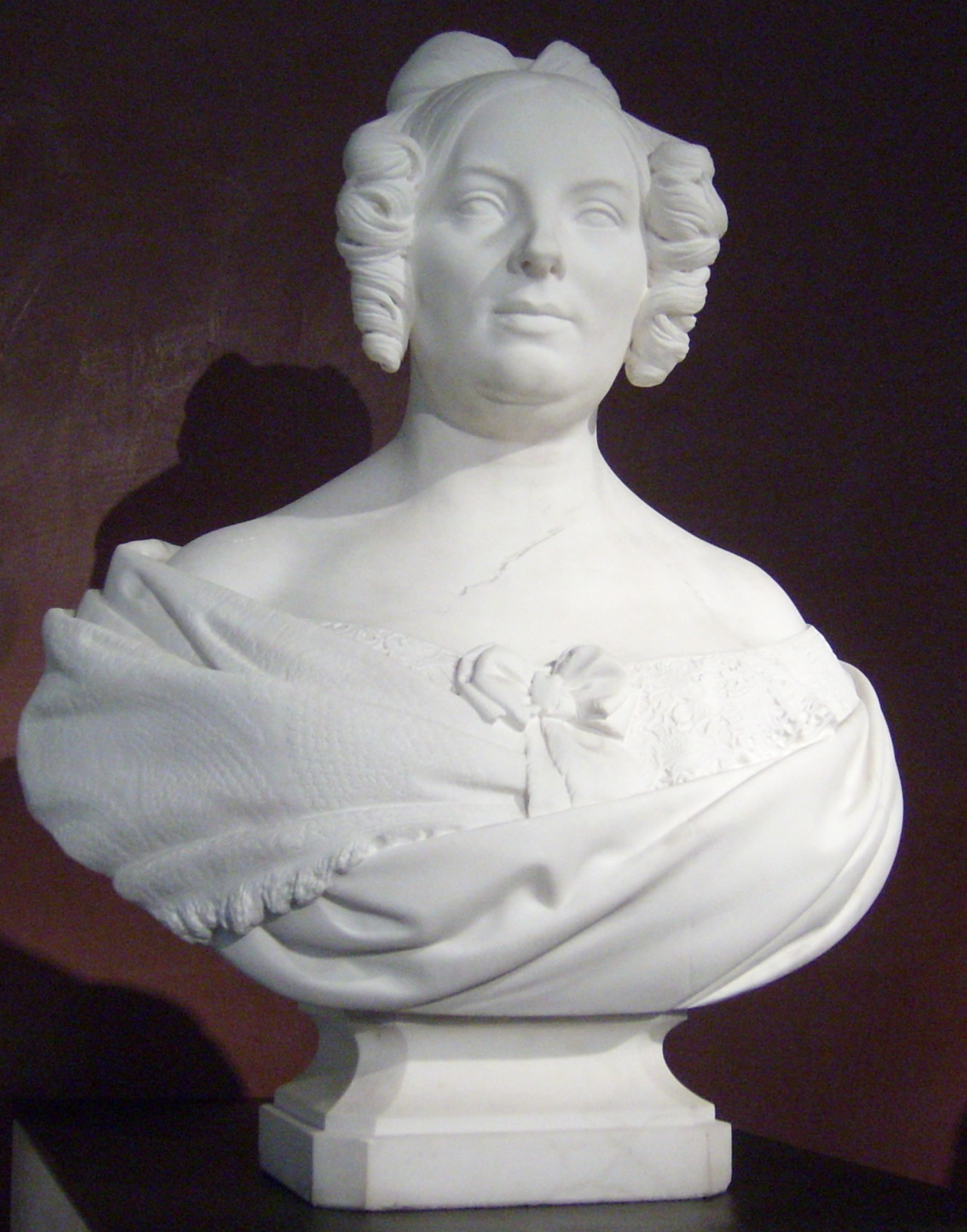
Бюст художницы мадам Мирбель. Музей изящных искусств, Амьен.
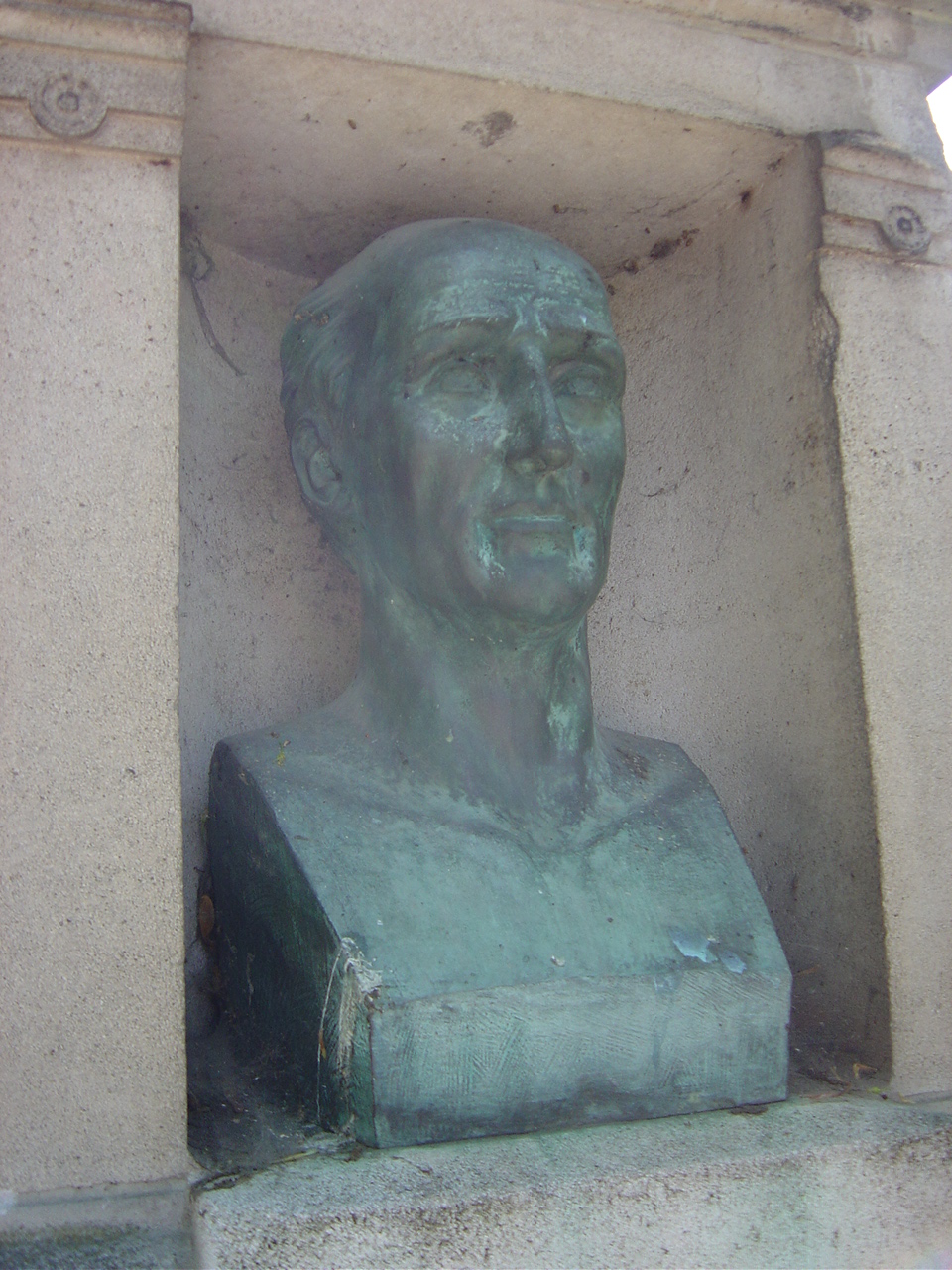
Бюст генерала Жана-Пьера Траво на его могиле на кладбище Монмартр
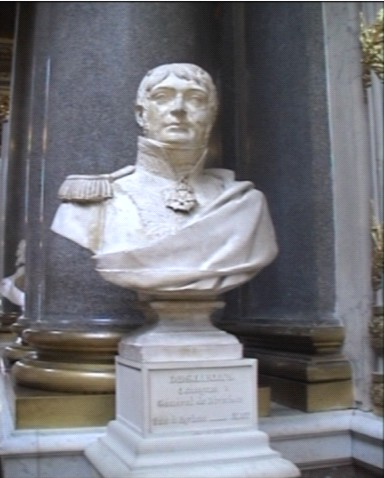
Бюст генерала Жака Дежардена. Версаль
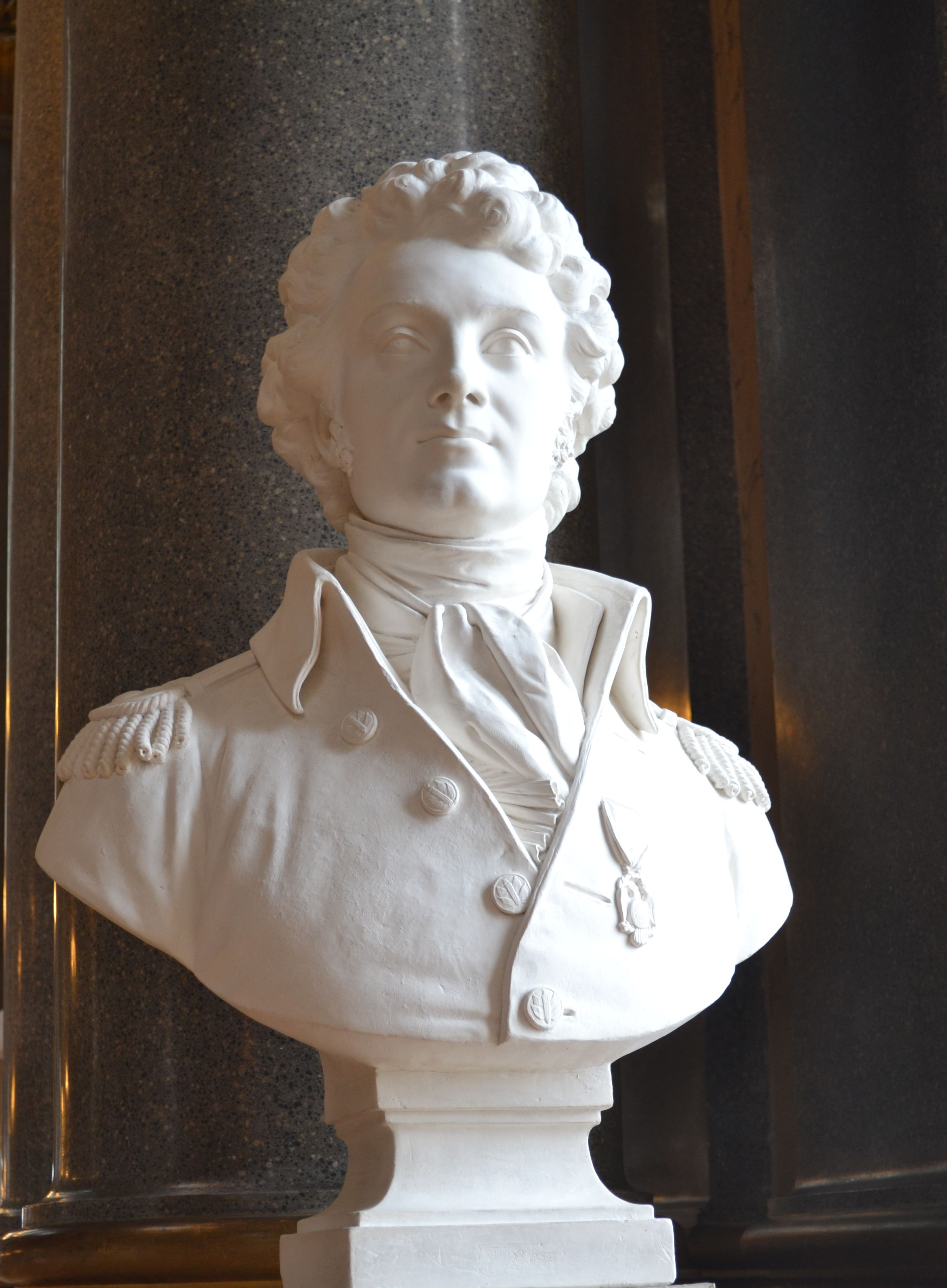
Бюст Луи Марка Антуана де Ноайля. Версаль